# Eshagh Dschahangiri

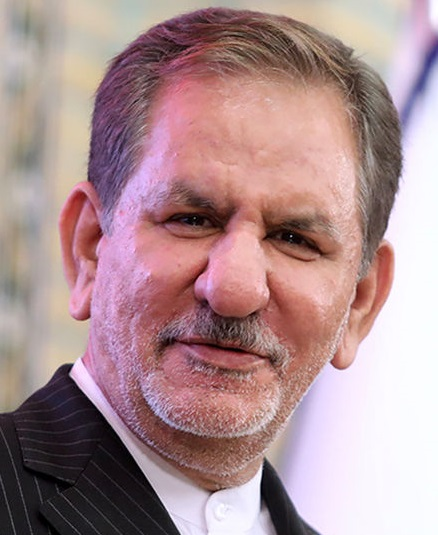
Eshagh Dschahangiri

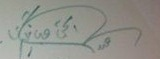
Unterschrift von Eshagh Dschahangiri

Eshagh Dschahangiri (persisch اسحاق جهانگیری Eshaq Dschahangiri; * 10. Januar 1957 in Sirdschan, auch Jahangiri) ist ein iranischer Politiker von der Kargozaran-Partei. Er war Vizepräsident des Iran in der Regierung von Hassan Rohani.
Der ehemalige Industrie- und Bergbauminister (vom 21. August 1997 bis zum  25. August 2005) war somit der Erste Stellvertreter des Staatschefs. Er wurde am 28. Mai 1984 für den Wahlkreis Dschiroft in das Parlament gewählt, wo er bis zum 25. Mai 1992 blieb. Vom 1. September 1992 bis zum 20. August 1997 war Dschahangiri Gouverneur von Isfahan, als Nachfolger von Gholamhossein Karbastschi.
2021 wurde er nicht als Kandidat zur Präsidentschaftswahl im Iran 2021 zugelassen.
Der schiitische Muslim ist verheiratet mit Manidscheh Dschahangiri und hat drei Kinder. Am 4. März 2020 wurde Dschahangiri positiv auf das Coronavirus getestet.